# ウイルスシューターXX
『ウイルスシューターXX』（ウイルスシューターダブルエックス）は、ドラスから2011年3月31日に発売されたニンテンドー3DS用ゲームソフト。

## 概要
カメラとジャイロセンサーの機能を使ったシューティングゲーム。